# Zourídi
Zourídi, en grec moderne : Ζουρίδι, est un village du dème de Réthymnon, en Crète, en Grèce. Selon le recensement de 2011, la population de Zourídi compte 66 habitants. Le village est situé à une altitude de 260 m et à 19,5 km de Réthymnon.

## Recensements de la population
| Recensements | 1920 | 1928 | 1940 | 1951 | 1961 | 1971 | 1981 | 1991 | 2001 | 2011 |
| ------------ | ---- | ---- | ---- | ---- | ---- | ---- | ---- | ---- | ---- | ---- |
| Population   | 230  | 209  | 213  | 199  | 136  | 108  | 89   | 101  | 120  | 66   |